# راي لوران
راي لوران (بالإنجليزية: Raymond Laurent)‏ هو مجدف نيوزلندي، ولد في 24 يوليو 1931 في Waitara, New Zealand ‏ في نيوزيلندا، وتوفي بنفس المكان في 12 مايو 2010.

## وصلات خارجية
- راي لوران على موقع الاتحاد الدولي للتجديف (الإنجليزية)
- راي لوران على موقع أوليمبيديا (الإنجليزية)